# James Anthony Brown
James Anthony Brown (* 5. Januar 1950) ist ein britischer Politiker, ehemaliger Chief Minister der Isle of Man und Mitglied des House of Keys für Castletown. Er sitzt seit 2006 der ersten Kammer vor.

## Leben
Anthony „Tony“ Brown ist gelernter Elektriker und Inhaber der Firma Tony Brown Electrics in Castletown. Seit 1976 ist er gewähltes Mitglied der Castletown Commissioners, deren Vorsitzender er 1980 wurde. Bei der allgemeinen Wahl 2001 wurde er Sprecher und 2002 sogar stellvertretender Präsident von Tynwald. Er ist verheiratet und hat zwei erwachsene Kinder.

## Wahl
Bei der Wahl zum Chief Minister 2006 fiel sein Name zunächst nicht. Nach einem Wahlgang mit drei Kandidaten, bei dem man sich auf keinen der drei einigen konnten, wurde ein zweiter Wahlgang mit nur einem Kandidaten, nämlich Tony Brown, gestartet, bei dem es einfacher war, einen Kandidaten – wiederum Brown – zu finden. Per Gesetz musste er nach der erfolgreichen Wahl sein Sprecheramt im House of Keys abgeben. Am 29. September 2011 trat als Chief Minister der Isle of Man zurück, Allan Bell wurde zu seinem Nachfolger gewählt.